# 앨버트 레이놀즈
앨버트 마틴 레이놀즈(영어: Albert Martin Reynolds, 아일랜드어: Ailbhe Mac Raghnaill, 1932년 2월 11일 ~ 2014년 8월 21일)는 아일랜드의 피어너 팔 정치인으로 1992년부터 1994년까지 총리와 피어너 팔의 지도자를 역임했다. 그는 1979년부터 1991년까지 내각 직책을 맡았으며, 1988년부터 1991년까지는 재무부 장관을 역임했다. 1977년부터 1992년까지는 롱포드-로스커먼에서, 1992년부터 2002년까지는 롱포드-웨스트미트에서 타흐터 달러(TD)로 재직했다.

## 어린 시절
앨버트 마틴 레이놀즈는 1932년 11월 3일, 로스커먼주에 있는 루스키 근처 킬글라스에서 태어났다. 그의 아버지는 목수이자 마차 제작자였다. 레이놀즈의 정치적 적들은 그의 배경 때문에 그를 "시골의 혹자"라고 불렀다.
그의 댄스홀 제국은 심야 노동이 필요했지만, 레이놀즈는 술을 끊었다. 레이놀즈는 1962년 캐슬린 코엔(1932년~2021년)과 결혼하여 두 사람 사이에 일곱 명의 자녀를 두었다.

## 초기 정치 경력
레이놀즈는 1970년 북아일랜드에 무기를 보내려는 시도로 인해 두 명의 정부 장관인 닐 블레이니 농림수산부 장관과 찰스 호히 재무부 장관이 정부에서 해임된 논란의 여지가 있는 무기 위기 동안 정치에 관심을 갖게 되었다. 이 사건으로 인해 수천 명의 가톨릭 가정이 집에서 쫓겨났으며, 그 중 1,000명은 국경을 넘어 아일랜드로 도망쳤다. 블레이니와 호히는 나중에 법정에서 무죄 판결을 받았다.
이 사건 이후 레이놀즈는 성공적인 서아일랜드 사업가로서의 배경에서 정치 경력을 시작했다. 그러나 처음 선거 후보가 된 44세의 나이에 그는 후발 주자로 여겨졌다. 그는 1977년 롱포드-웨스트미스 선거구의 총선거에서 피어너 팔을 지지했다. 이 선거는 피어너 팔의 압도적인 승리로 판명되었으며, 당은 20석의 의회 과반수를 확보하여 잭 린치가 다시 총리로 돌아왔다.

## 총리직
1992년 1월 30일, 찰스 호히는 의회 당 회의에서 피어너 팔의 지도자직에서 은퇴했다. 레이놀즈는 당 대표 선거에서 경쟁자인 메리 오루크와 마이클 우즈를 손쉽게 물리치고 1992년 2월 11일 호히의 뒤를 이어 총리가 되었다.
1991년 말 레이놀즈와 함께 해임된 장관들은 모두 내각에 임명되었고, 레이 버크, 메리 오루크, 게리 콜린스와 같은 오랜 기간 호히의 충성파를 포함한 호히의 내각 구성원 8명은 제외되었다. 12명의 하급 장관 중 9명도 호하의 지지자였으며, 그 중 상당수도 호히의 지지자였다. 레이놀즈는 데이비드 앤드루스, 세마우스 브레넌, 찰리 맥크리비와 같은 호히의 오랜 비판자들을 고위 장관직으로 승진시켰다. 레이놀즈는 또한 노엘 뎀시, 브라이언 카우언과 같은 농촌 지역구의 젊은 TD들을 내각 직책으로 승진시켰다. 호히의 가장 오래된 정치적 동맹 중 하나인 버티 어헌은 재무부 장관으로 남아 레이놀즈와 함께 그의 리더십에 도전하지 않기로 합의했다.

## 질병 및 사망
2013년 12월, 레이놀즈가 알츠하이머병의 마지막 단계에 있다는 사실이 아들에 의해 밝혀졌다. 레이놀즈는 2014년 8월 21일에 사망했다. 레이놀즈를 방문한 마지막 정치인은 레이놀즈의 절친한 친구였던 존 메이저 전 영국 총리였다.